# CCC CNC NCN
I CCC CNC NCN sono un gruppo italiano di musica industriale, nato negli anni ottanta a Torino. Il gruppo/collettivo formato da artisti di diverse discipline, propone spettacoli in bilico fra concerti, performance e teatro d'avanguardia. Le tematiche da loro spesso trattate sono il suicidio come scelta estrema di libertà, il controllo delle masse e l'oppressione del potere.

## Storia
CCC CNC NCN è il nome con cui un gruppo di artisti, musicisti, performer e videomaker di varie nazionalità si riuniva in collettivo. Il progetto nacque da una costola del gruppo Hardcore punk di inizio anni ottanta Kollettivo con sede nel centro sociale autogestito El Paso Occupato. Alessandro Bolli nel suo Dizionario dei Nomi Rock, riprendendo una vecchia intervista di Massimo Moscarelli pubblicata su Blast!, sottolinea come il gruppo "non abbia mai dato di sé un'identità privata" eliminando i nomi degli autori e apparendo nei loro concerti con passamontagna e maschera antigas: "è nostra convinzione che la funzione 'prodotto' rimane legata saldamente al produttore e da questo riceve luce riflessa che sovente ne muta l'effettiva valenza". Da qui anche la scelta del nome, spesso ritenuto acronimo di "chi c'è c'è, chi non c'è non ce n'è", ma che potrebbe anche essere acronimo di qualsiasi altra cosa. Nei loro spettacoli, che apparivano spesso come una miscela di live music, performance e teatro di ricerca, il pubblico diveniva spesso parte integrante dello spettacolo, liberando la scena dei vincoli del palco e della quarta parete. Il loro suono mescolava spesso rumori metallici tipici di una certa musica industriale  a chitarre elettriche di derivazione hardcore punk. Il gruppo si ampliò con gli anni mantenendo sempre una forma aperta e modificando spesso i componenti, con un conseguente aumento di complessità degli spettacoli stessi.
Nel 1989 esce il disco Suicidio modo d'uso a sua volta ispirato al libro omonimo di Claude Guillon e Yves Le Bonniec edito in Italia da Nautilus autoproduzioni ed allora appena censurato perché "lesivo del comune senso della morale". Il disco e gli spettacoli che ad esso seguirono trattavano i temi del libro e sulla copertina del disco si legge: "È giusto dare la morte ad un neonato affetto da handicap irriducibili, o ad una persona ridotta in fin di vita vegetativa, su un letto o una sedia a rotelle? E chi decide? Il medico? I familiari? O, quando possibile, lui stesso? ...".
Il 29 giugno 2005 i CCC CNC NCN aprirono la serata del Traffic - Torino Free Festival che vide sul palco dopo di loro i Throbbing Gristle, i Pan Sonic ed Asia Argento con uno spettacolo che coinvolse oltre trenta artisti nel grande giardino antistante le Fonderie Teatrali Limone di Moncalieri.
Il 30 settembre 2017 il gruppo si è esibito alla Cavallerizza Reale di Torino, in occasione della Festa dei 25 anni di Radio Blackout.

## Componenti del gruppo
I componenti del gruppo sono per scelta del collettivo celati da anonimato. Nonostante questo Vittore Baroni nella sua recensione su Rockerilla del 1989 cita alcuni pseudonimi usati da componenti di allora: Hella Brun Piedaterre, Olivier Ducasse e Frank O/Load.

## Discografia

### Album in studio
- 1989 - Suicidio modo d'uso
- 1991 - Live 1-5-91 Forte Prenestino
- 1993 - Proclami / Suicidio
- 1995 - Spiralia
- 2005 - Spiralia
- 2018 - MiniatureSuite
- 2020 - Rafting sonoro nelle correnti elettromagnetiche

### EP
- 1993 - Proclami / Suicidio

### Compilation
- 1986 - Notti Di Storie Tese A Pinerolo - con il brano Performance Con Un Puttanaio Indicibile
- 1986 - BORDELLO BESTIALLE con "Notte di Storie Tese a Pinerolo"
- 1990 - Giocco Crudele - con il brano Untitled
- 1991 - Serious Statements And Silly Symphonies - con il brano Nel Nome Del N.O.M. Pt. 9
- 1992 - Senza Riserve - con il brano Il Tempo Folle
- 2006 - KLINKER con 3"
- 2006 - 111 101 010
- 2006 - BE TOMBÈ con 20 PER LUCA
- 2007 - 2 songs con the soundtrack of Luca Pastore (Torino 1961) documentary "Oma e Chimica"
- 2008 - KLINKER con Torino Disco Cross vol. 4
- 2009 - CEMENTO con Torino Disco Cross vol.5
- A Lesson In Violence - Ears Abuse Chronicle! - con il brano Proclama Della Fame Delle Genti